# صاحب تبراف
صاحب تبراف عالم، منقد و ادبیات‌شناس، نامزد علم فلالاگیه (۱۹۴۹)، عضو وابسته فرهنگستان علوم تاجیکستان (۱۹۵۳). ارباب شایسته علم جمهوری تاجیکستان (۱۹۹۱)، اعلاچی معارف خلق تاجیکستان (۱۹۹۱)، دکتر و پروفسور فخری دانشگاه ملی تاجیکستان و دانشگاه دولتی آموزگاری تاجیکستان

## زندگی‌نامه
بعد از ختم دانشگاه دولتی آموزگاری تاجیکستان، از سال ۱۹۴۳ تا سال ۱۹۸۵ میلادی در وظیفه‌های گوناگون در دانشگاه ملی تاجیکستان فعالیت نموده‌است. سال‌های ۱۹۵۳–۱۹۸۰ سر گروه متخصصان ادبیات تاجیک، عضو وابسته فرهنگستان علوم تاجیکستان تبراف بود.
مرتبه علمی و فعالیت ادبیات‌شناسی و منقدی باعث گسترش بیش از پیش و اعتبار علمی و تعلیمی کفیدره گردید. پهلوهای مختلف نظری و عملی تاریخ ادبیات دوره نو تاجیک، در اثر مقاله‌های زیاد علمی استاد تبراف، مورد تحقیق عمیق قرار گرفته‌اند. در دوره مدیری تبراف در برابر استادان ورزیده شرفجان حسین‌زاده، بهرام سروس، ملاجان فازل‌اف، خلال کرم‌اف، واحد اسراری، ترسنبای نعمت‌زاده نسل دگر اموزگارآموز چون سعدالله اسدلاییو، ظاهر اهراری، اسدلا سوف‌زاده، سعدانشا امران‌اف، محمود دولتف، خیرلا مهب‌اف، سابره امناء و بعدتر رحم مسلمانقل‌اف، خدای‌نظر عصازاده، ابدلههی مهمدمن‌اف، عبدالجبار رحمانف، مهمهسوف امامف، ابدولی دوران‌اف، رستم وههاب‌اف، روشن رحمانی به وایه رسیدند.
اسلوب تحقیق تبراف، در پیروی به آکادمیک عبدالغنی میرزایف و پروفسور ا. بالدریو، دققکاری، به دلیل‌های اعتبار جدی دادن و از حجت‌ها احتیاط‌کاریانه خلاصه برآوردن می‌باشد. به قول آکادمیک چیخ ین رپکه، تبراف در علم فلالاگیه تاجیک مکتب ادبیات‌شناسی پرقوتی به وجود آورده‌است، که آن را شاگردانش باموفقیت ادامه می‌دهند.
از سال ۱۹۸۵ سرخادم علمی شعبه ادبیات معاصر تاجیک، مشاور علمی پژوهشگاه زبان و ادبیات به نام رودکی فرهنگستان علوم تاجیکیستان، داتسنت و مشاور کفیدره نظریه ادبیات و ادبیات نوین فارسی تاجیک شده و فعالیت نموده‌است.

## آثار
مؤلف ۸۵۰ اثر و تعلیفات علمی، از جمله در کتاب‌های بنیادی «پیرو سلیمانی»(۱۹۶۲ نشر دوم ۲۰۱۳)، «هیئت، ادبیات، ریلزم» (در پنج جلد، سال‌های ۱۹۶۶–۱۹۸۹)، «س. عینی – قافلسالار ادبیات ساویتی تاجیک» (۱۹۷۷)، منزم، بهبودی (۲۰۰۲)و... می‌باشد.

## جوایز
1. با سه اردین (نشان فخری)
2. اردین دوستی
3. مدال ویتیرن میهنت
4. افتخارنامه ریاست شورای عالی فرهنگستان علوم تاجیکستان
5. ارباب شایسته علم جمهوری تاجیکستان (۱۹۹۱)
6. اعلاچی (۱۹۹۱)
7. اعلاچی معارف حلق تاجیکستان (۱۹۹۱)
8. دکتر و پروفسور فخری دانشگاه دولتی تاجیکستان (۲۰۰۱)و دانشگاه دولتی عام‌آموزی دوشنبه به نام س .(۲۰۰۴)
9. دارنده جایزه دولتی به نام ابوعبدالله رودکی (۲۰۱۰)